# Wade-Giles
Wade – Giles (/ˌweɪd ˈdʒaɪlz/, 威翟式拼音), đôi khi được viết tắt là Wade, là một phương pháp phiên âm tiếng Quan thoại (tiếng Hán phổ thông) bằng các ký tự Latinh. Người sáng tạo ra phương án này là Thomas Wade hồi giữa thế kỷ 19, và người hoàn thiện nó là Herbert Giles thể hiện trong từ điển Trung – Anh năm 1892.
Wade – Giles từng được sử dụng rộng rãi ở các nước nói tiếng Anh, được sử dụng trong một số cuốn sách tham khảo tiêu chuẩn và trong tất cả các sách về Trung Quốc xuất bản trước năm 1979. Nó đã thay thế hệ thống latinh hóa Nam Ninh vốn từng phổ biến cho đến tận cuối thế kỷ 19. Ngày nay, đến lượt nó lại bị thay thế gần như hoàn toàn bởi phương án bính âm Hán ngữ do chính quyền Cộng hòa Nhân dân Trung Hoa xây dựng năm 1958. Tuy nhiên, hiện vẫn còn nhiều tên người và địa danh ở Đài Loan được phiên âm bằng Wade – Giles.
Các bảng dưới đây cho thấy cách Wade-Giles biểu âm cho mỗi âm Quan thoại (in đậm), cùng với ký hiệu phiên âm IPA tương ứng (ngoặc vuông), và các cách biểu diễn tương đương trong Chú âm và Bính âm Hán ngữ

### Tên viết tắt
|             |                            | Phụ âm song ngữ | Phụ âm song ngữ |            | Phụ âm thuộc môi \| Phụ âm răng / Phụ âm phổi | Phụ âm thuộc môi \| Phụ âm răng / Phụ âm phổi | Phụ âm retroflex | Phụ âm retroflex   | Phụ âm Alveolo-palatal | Phụ âm Velar |
| Vô thanh    | Giọng nói (ngữ âm)         | Vô thanh        | Vô thanh        |            | Vô thanh                                      | Giọng nói (ngữ âm)                            | Vô thanh         | Giọng nói (ngữ âm) |                        |              |
| ----------- | -------------------------- | --------------- | --------------- | ---------- | --------------------------------------------- | --------------------------------------------- | ---------------- | ------------------ | ---------------------- | ------------ |
| Âm mũi      | Âm mũi                     |                 | m [m] ㄇ m      |            |                                               | n [n] ㄋ n                                    |                  |                    |                        |              |
| Plosive     | Âm không được đánh giá cao | p [p] ㄅ b      |                 |            | t [t] ㄉ d                                    |                                               |                  |                    |                        | k [k] ㄍ g   |
| Plosive     | Âm khát vọng               | pʻ [pʰ] ㄆ p    |                 |            | tʻ [tʰ] ㄊ t                                  |                                               |                  |                    |                        | kʻ [kʰ] ㄎ k |
| Âm liên kết | Âm không được đánh giá     |                 |                 |            | ts [ts] ㄗ z                                  |                                               | ch [ʈʂ] ㄓ zh    |                    | ch [tɕ] ㄐ j           |              |
| Âm liên kết | Âm khát vọng               |                 |                 |            | tsʻ [tsʰ] ㄘ c                                |                                               | chʻ [ʈʂʰ] ㄔ ch  |                    | chʻ [tɕʰ] ㄑ q         |              |
| Phụ âm      | Phụ âm                     |                 |                 | f [f] ㄈ f | s [s] ㄙ s                                    |                                               | sh [ʂ] ㄕ sh     |                    | hs [ɕ] ㄒ x            | h [x] ㄏ h   |
| Phụ âm lỏng | Phụ âm lỏng                |                 |                 |            |                                               | l [l] ㄌ l                                    |                  | j [ɻ~ʐ] ㄖ r       |                        |              |

Thay vì ts, ts ’và s, Wade – Giles viết tz, tz’ và ss trước ŭ . (bên dưới).

### Âm sau cùng
|            |     | Sau chót       | Sau chót               | Sau chót        | Sau chót             | Sau chót           | Sau chót         | Sau chót           | Sau chót         | Sau chót           | Sau chót             | Sau chót          | Sau chót             | Sau chót       |
| ∅          | ∅   | ∅              | /i/                    | /i/             | /u/                  | /u/                | /n/              | /n/                | /ŋ/              | /ŋ/                | /ŋ/                  | /ɻ/               |                      |                |
| ---------- | --- | -------------- | ---------------------- | --------------- | -------------------- | ------------------ | ---------------- | ------------------ | ---------------- | ------------------ | -------------------- | ----------------- | -------------------- | -------------- |
| Trung gian | ∅   | ih/ŭ [ɨ] ㄭ -i | ê/o [ɤ] ㄜ e           | a [a] ㄚ a      | ei [ei] ㄟ ei        | ai [ai] ㄞ ai      | ou [ou] ㄡ ou    | ao [au] ㄠ ao      | ên [ən] ㄣ en    | an [an] ㄢ an      | ung [ʊŋ] ㄨㄥ ong    | êng [əŋ] ㄥ eng   | ang [aŋ] ㄤ ang      | êrh [aɚ̯] ㄦ er |
| Trung gian | /j/ | i [i] ㄧ i     | ieh [je] ㄧㄝ ie       | ia [ja] ㄧㄚ ia |                      |                    | iu [jou] ㄧㄡ iu | iao [jau] ㄧㄠ iao | in [in] ㄧㄣ in  | ien [jɛn] ㄧㄢ ian | iung [jʊŋ] ㄩㄥ iong | ing [iŋ] ㄧㄥ ing | iang [jaŋ] ㄧㄤ iang |                |
| Trung gian | /w/ | u [u] ㄨ u     | o/uo [wo] ㄛ/ㄨㄛ o/uo | ua [wa] ㄨㄚ ua | ui/uei [wei] ㄨㄟ ui | uai [wai] ㄨㄞ uai |                  |                    | un [wən] ㄨㄣ un | uan [wan] ㄨㄢ uan |                      |                   | uang [waŋ] ㄨㄤ uang |                |
| Trung gian | /ɥ/ | ü [y] ㄩ ü     | üeh [ɥe] ㄩㄝ üe       |                 |                      |                    |                  |                    | ün [yn] ㄩㄣ ün  | üan [ɥɛn] ㄩㄢ üan |                      |                   |                      |                |